# Folket (Silkeborg)
 For alternative betydninger, se Folket. (Se også artikler, som begynder med Folket)
Folket (Silkeborg), grundlagt 1935, var et dansk dagblad, der blev udgivet frem til 1941. Redaktionen bestod blandt andet af Journalist Frede Jordan. Avisen var fra 1935-1937 ejet af og blev udgivet af Bredt Andelsselskab af jyske L.S.-folk (subvent. af L.S.-hovedorganisation).

## Historie
Landbrugernes Sammenslutning (LS) avisen Folket lå i Silkeborg i 1935-1937. LS, var en aktivistisk bondebevægelse som opstod først i 1930'erne i området omkring Randers. Bevægelsen gav luft til en skare af utilfredse bønder som ønskede indflydelse og bedre priser. Den udmøntedes i det anti-elitære Bondepartiet som sad i Folketinget fra 1935-1945. Folket havde til huse i Silkeborg og blev trykt på det radikale blad Silkeborg Venstreblads trykkeri. Der var et vist stoffællesskab mellem de to aviser, men politisk lå de langt fra hinanden. Med undtagelse af betænkeligheden ved de professionelle politikere - som LS'erne kaldte bengnavere. Folket blev redigeret af Frede Jordan. Folket havde lokalredaktioner i det midtjyske område herunder i Århus og Grønbæk. Folket flyttede i 1937 til Ålborg og blev en aflægger til Nordjysk Tidende. LS flirtede med forskellige populistiske folkelige bevægelser, herunder DNSAP. Avisen findes komplet på Det Kgl. Bibliotek.

## Navnevarianter
- Folket. Nord-udgave (Silkeborg) (1935-1937)
- Folket (Silkeborg) (1937-1941)